# Hymenaea torrei
Hymenaea torrei är en ärtväxtart som beskrevs av Leon. Hymenaea torrei ingår i släktet Hymenaea och familjen ärtväxter. Inga underarter finns listade i Catalogue of Life.